# Paio Soares de Taveirós
Paio Soares de Taveirós, o Paay Soarez de Taveiroos (fl. XII-XIII secolo), sembra sia stato un nobile minore e trovatore galiziano, attivo durante il secondo e terzo decennio del XIII secolo.
Era fratello del trovatore Pêro Velho de Taveirós. Delle sue composizioni poetiche sopravvivono sei cantigas de amor, tre cantigas de amigo e due tenzones (una con Martim Soares e un'altra con suo fratello).
Egli potrebbe essere stato uno dei primi autori della poesia lirica galiziano-portoghese, e la sua Cantiga da Garvaia, una cantiga de amor satirica (o  cantiga de escárnio) è uno dei suoi più famosi componimenti poetici.

## Cantiga da garvaia
È una cantiga de amor piena di ironia, e perciò attualmente viene considerata da diversi studiosi come una cantiga satírica. Anche perdendo il suo primato di cantiga più antica conosciuta, in favore di un'altra del trovatore João Soares de Páiva, continua comunque a sfidare l'immaginazione degli studiosi, ancora non unanimemente concordi sul suo reale significato, e in particolare per quanto riguarda la persona a cui è rivolta: una figlia di Pai Moniz, per molto tempo identificata come Maria Pais Ribeiro, la celebre Ribeirinha, amante del re portoghese Sancho I. L'attestazione dell'esistenza, allora, di varie personalità chiamate Pai Moniz, o Paio Moniz, di origine galiziana come Paio Soares, sembrano, tuttavia, respingere questa ipotesi, oggi molto discutibile.